# Железники (Гомельская область)
Желе́зники (бел. Жалезнікі) — деревня в Светиловичском сельсовете Ветковского района Гомельской области Беларуси. Ранее также упоминалась как Железовичи и Железняки.

## География

### Расположение
В 30 км на северо-восток от Ветки, 52 км от Гомеля. На севере — торфяной заповедник.

### Гидрография
Река Беседь (приток реки Сож).

## Транспортная сеть
Транспортные связи по просёлочной, затем автомобильной дороге Светиловичи — Гомель. Планировка состоит из криволинейной улицы почти меридиональной ориентации, которую на юге пересекают короткие широтные улицы. Застройка двусторонняя, деревянная, усадебного типа.

## История

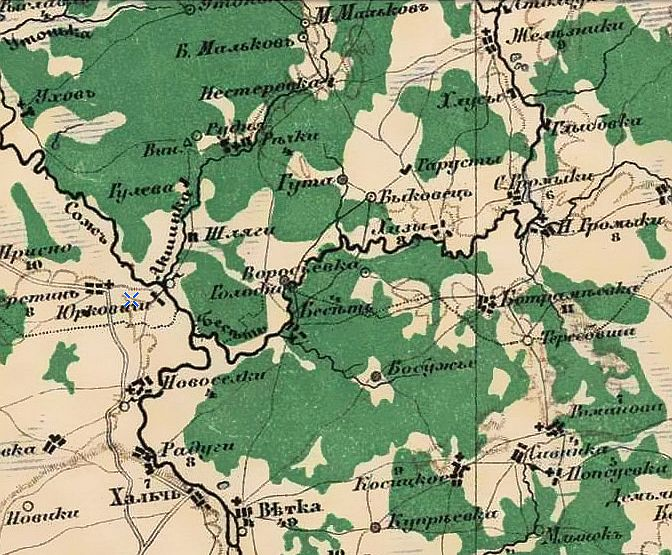
Железники на карте Стрельбицкого И.А., 1865 г.

Обнаруженные археологами городища раннего железного века и эпохи раннего феодализма (на юго-восточной окраине, в урочище Городок, на мысе правого берега реки), могильник (4 насыпи на юго-западной окраине, около кладбища) и поселение эпохи Киевской Руси (на восточной окраине, на краю первой надпойменной террасы правого берега реки) свидетельствуют о заселении этих мест с глубокой древности. По письменным источникам известна с XVI века как селение в составе Русского государства.
После войны между Великим княжеством Литовским и Русским государством, в результате мирного соглашения, от 1503 года, вся Гомельская волость и как раз та часть Чечерской, что охватывала Ветковщину (включая село Железники (Железовичи), отошли к Московскому государству, и были включены в Стародубский повет. Под правлением Москвы вся Ветковщина оставалась до 1535 года, когда в ходе новой войны Гомель был отбит войсками Великого княжества Литовского. В результате нового мирного соглашения, заключённого в 1537 году, Москва отказалась от Гомельской волости. Северная Ветковщина (включая село Железники) не была возвращена в состав Чечерской волости о осталась в Московском государстве. Тем не менее эти условии позже были пересмотрены, и во второй половине XVI века северная Ветковщина снова упоминается, как часть Чечерской волости.
В инвентаре Чечерском староства 1704 года обозначена как боярский посёлок в Речицком повете Минского воеводства Великого княжества Литовского с 15 дымами.
В конце XVII-начале XVIII вв. имением Железняки владел «Речицкий градский регент» Константин(-Антон) Грушецкий (перв. пол. XVII в. — до 1733, из белорусской ветви шляхетского и дворянского рода Грушецких) и его потомки.
После 1-го раздела Речи Посполитой (1772 год) в составе Российской империи. По ревизии 1816 года околица, в Рогачёвском уезде Могилёвской губернии. Одноимённое поместье. В 1848 году во владении помещика Езерского. В результате пожара 4 сентября 1883 года сгорело 149 дворов. Согласно переписи 1897 года располагались: Свято-Николаевская церковь (каменная), молельня, школа (в 1907 году 45 учеников), 3 кузницы, 2 ветряные мельницы, круподробилка, 3 лавки, трактир. В 1909 году в Столбунской волости Гомельского уезда Могилёвской губернии, 3121 десятина земли.
В 1926 году село, работали почтовый пункт, начальная школа. С 8 декабря 1926 года по 16 июля 1954 года центр Железницкого сельсовета Светиловичского, с 4 августа 1927 года Ветковского, с 12 февраля 1935 года Светиловичского районов Гомельского (до 26 июля 1930 года) округа, с 20 февраля 1938 года Гомельской области. В 1930 году созданы колхоз «Пролетарий» и совхоз «Железники», работали 2 кирпичных завода (1932, 1933 года), 4 ветряные мельницы, мастерская по ремонту сельхозинвентаря (1933 год), 2 кузницы. Во время Великой Отечественной войны оккупанты расстреляли 9 жителей, на фронтах погибли 72 жителя. В 1959 году в составе совхоза «Светиловичи» (центр — деревня Светиловичи).

## После Чернобыльской катастрофы
После Чернобыльской катастрофы деревня включена в список «Населенные пункты в зоне с правом на отселение, где плотность загрязнения почв цезием-137 составляет от 1 до 5 Ки/кв.км, либо стронцием-90 — от 1,25 до 2 Ки/кв.км, либо плутонием-238,239,240 — от 0,02 до 0.05 Ки/кв.км, а среднегодовая эффективная эквивалентная доза облучения человека может превысить 1 мЗв».

## Свято-Николаевская церковь

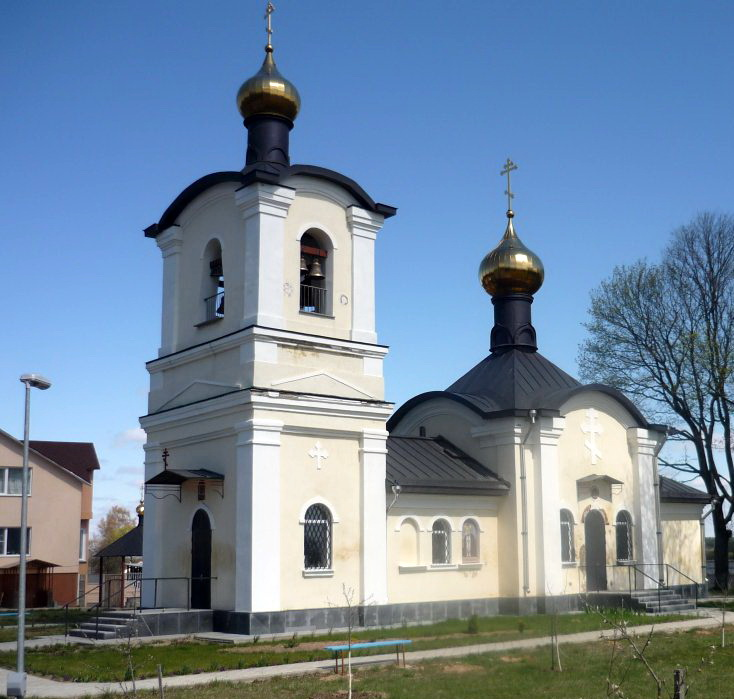

В деревне находится Свято-Николаевская церковь. Храм относится к Гомельской епархии. При церкви работает библиотека Гомельской епархии (фонд — 50 экземпляров).
Храм был открыт в 1900 году и освящён во имя Николая Чудотворца. Церковь возведена на средства уроженцев этих мест — братьев Короткевичей. В 1920—1930-х годах церковь была закрыта, часть икон разобрали местные жители, остальное имущество — церковная утварь, книги, украшения икон — были реквизированы, колокола и купола были сброшены с храма и уничтожены. В здании храма устраивали зерносклад, хранилище удобрений. Позже здание было и вовсе заброшено, безвозвратно утрачены внутренние фрески и росписи.
В 2004 году начались работы по восстановлению храма в деревне, в которой в настоящее время проживают 10 семей. С благословения архиепископа Гомельского и Жлобинского Аристарха 7 мая 2006 года в память 20-летия чернобыльской трагедии в Железниках состоялись торжества в связи с восстановлением Свято-Никольского храма. В настоящее время сюда приходят на богослужения жители окрестных деревень, а также из Ветки, Гомеля, Брянска, Минска, Москвы и других мест.
В ближайшее время возле деревни планируется восстановить разрушенную десятки лет назад часовню, как символ возрождения этих мест. Для этого предполагается из каждой деревни, пострадавшей от аварии на ЧАЭС, взять по камню или кирпичу (если пройдут радиологический контроль) для закладки их в стены и фундамент часовни. Место восстановления недавно уже осматривали Владыка Аристарх и московские меценаты.

## Население

### Численность
- 2011 год — 10 семей

### Динамика
- 1868 год — 116 дворов, 638 жителей.
- 1897 год — 210 дворов, 1123 жителя (согласно переписи)[8].
- 1926 год — 249 дворов, 1156 жителей.
- 1940 год — 275 дворов.
- 1959 год — 766 жителей (согласно переписи).
- 2004 год — 15 хозяйств, 34 жителя.
- 2011 год — 10 семей[7].

## Достопримечательность
- Николаевская церковь (XIX в.) —  Историко-культурная ценность Республики Беларусь, шифр 313Г000153
- Археологический комплекс: городище раннего железного века и эпохи средневековья, селение эпохи средневековья и нового времени (1-е тыс. до н. э. – 2-е тыс. н. э., 1-е – 2-е тыс. н. э.), правый берег реки Беседь, урочище Городок —  Историко-культурная ценность Республики Беларусь, шифр 313В000154
- Курганный могильник периода раннего средневековья (X–XIII вв.) —  Историко-культурная ценность Республики Беларусь, шифр 313В000155